# Ashram de Sri Aurobindo

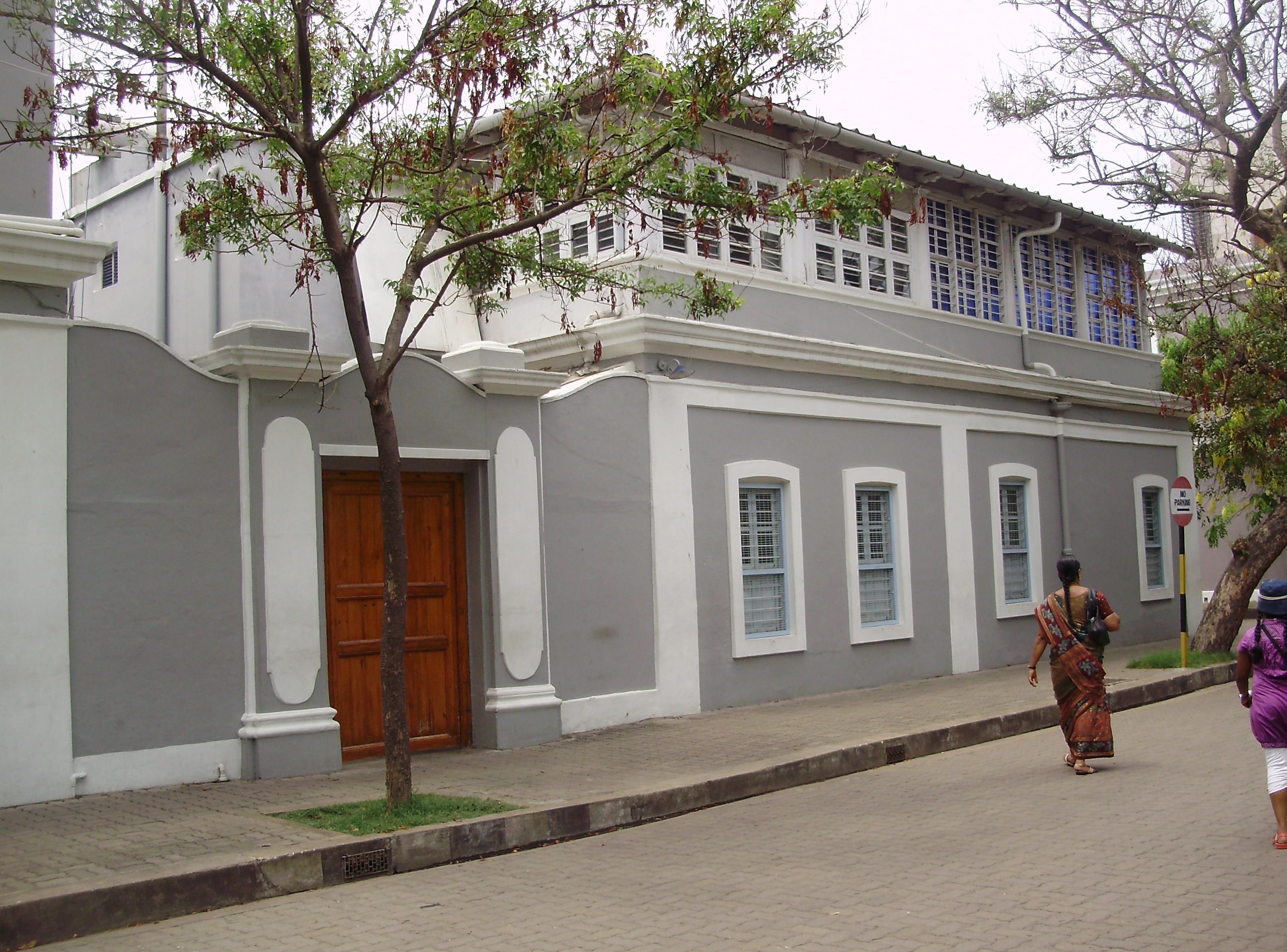
Ashram de Sri Aurobindo.

L'ashram de Sri Aurobindo est un ashram fondé à Pondichéry par Sri Aurobindo le 24 novembre 1926 (le jour de Siddhi).

## Histoire
Au moment de sa création, il n'y avait pas plus de vingt-quatre disciples dans l'ashram.
En décembre de cette année, Sri Aurobindo décida de se retirer de la vie publique, et se recentra avec sa partenaire Mirra Alfassa, plus connue sous le nom de la Mère afin de diriger l'ashram.
L'indianiste Suzanne Karpelès s'y installe à sa retraite et y enseigne le français et la littérature française.

## Aujourd'hui

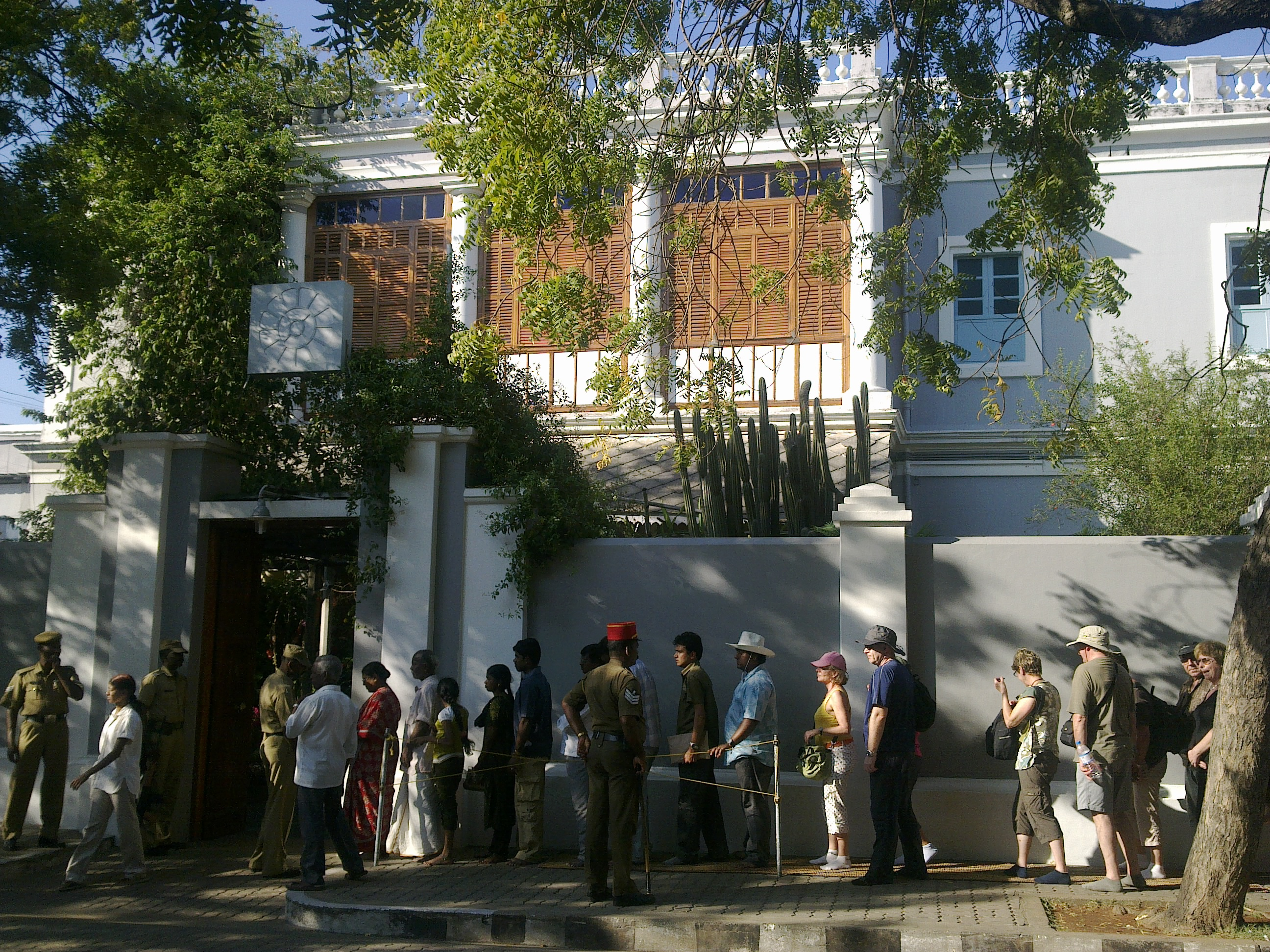
File d'attente de visiteurs de l'ashram.

Aujourd’hui, l’ashram est une grande institution dont il existe des remanences dans le monde entier en comptant bien sûr l’ashram central de Pondichéry. Il agit par l’argent des dons sur les pauvres en incluant quelques dispensaires.

### Articles externes
- Site officiel de l'ashram (en)